# Hieronymus Maria Mileta
Hieronymus Maria Mileta, OFMConv. (ur. 18 kwietnia 1871, zm. 23 listopada 1947) – franciszkanin konwentualny, biskup. 

## Życiorys
Urodził się 18 kwietnia 1871. Wstąpił do zakonu franciszkanów (Zakon Braci Mniejszych Konwentualnych). 23 września 1893 otrzymał sakrament święceń kapłańskich. Był liturgistą. 14 stycznia 1922 mianowany biskupem diecezji szybenickiej z siedzibą w Szybeniku, wyświęcony 26 lutego 1922. Zmarł 23 listopada 1947.